# Meterana grandiosa
Meterana grandiosa är en fjärilsart som beskrevs av Alfred Philpott 1903. Meterana grandiosa ingår i släktet Meterana och familjen nattflyn. Inga underarter finns listade i Catalogue of Life.